# Christophe De Kepper
Christophe De Kepper est un avocat et administrateur sportif belge, directeur général et membre de la commission exécutive du Comité international olympique (CIO) depuis avril 2011, date à laquelle il a succédé à Urs Lacotte dans cette fonction,,,.

## Carrière
Directeur général du CIO depuis 2011, il est à l'origine de la création du nouveau siège du CIO à Lausanne avec une volonté forte de réunir toutes les équipes au sein d'une même structure.
En tant que directeur général du Comité international olympique (CIO), Christophe De Kepper dispose d’un salaire de plus de 1 360 000 euros par an selon un document de l’Internal Revenue Service des impôts américains.

## Stratégie des jeux olympiques
| Vidéo externe |                                                                                             |
|               | La place du bois dans les ambitions de durabilité du CIO - Rencontres Romandes du Bois 2021 |

Conscient de la force du sport, notamment à travers les Jeux Olympiques qui ont une portée mondiale, il témoigne de la feuille de route du CIO pour avoir un impact favorable sur les enjeux  environnementaux. Il donne le ton à Lausanne, siège du CIO et Ville Olympique,. Le siège mais aussi les infrastructures des jeux olympiques de Lausanne 2020, comme le bâtiment Vortex, sont des exemples à suivre par les futures comités d'organisation et le sujet a été évoqué avec les organisateurs de Paris 2024,,.